# William Busch
William Busch (Londen, 25 juni 1901 - Woolacombe, Devon, 29 of 30 januari 1945) was een Engelse componist van Duitse afkomst.

## Leven
Busch' ouders hadden zich kort voor de Eerste Wereldoorlog tot Britten laten naturaliseren. Vader Busch, een harde en dominante man, handelde in goud en diamanten, waardoor het gezin enige tijd in Zuid-Afrika woonde, voor weer in Londen neer te strijken. Als gevolg van zijn achtergrond, werd William tweetalig opgevoed. Thuis en met de verdere familie werd Duits gesproken, op school en met vrienden sprak hij Engels. William Busch bezocht scholen in de Verenigde Staten en in Groot-Brittannië. Na de Eerste Wereldoorlog studeerde hij piano in Berlijn bij Wilhelm Backhaus en Egon Petri.
Terug in Engeland studeerde hij aan the Royal Academy of Music in Londen. Zijn pianodocente was Mabel Lander, zijn compositiedocenten John Ireland en Bernard van Dieren. Een carrière als concertpianist werd ernstig bemoeilijkt door zijn zenuwen. Hij gaf vanaf 1927 regelmatig recitals en trad met orkest op. Zo verzorgde hij onder meer de eerste uitvoering van het pianoconcert van Howard Ferguson met het BBC Symphony Orchestra onder leiding van Sir Adrian Boult. Ook maakte hij concertreizen naar de Verenigde Staten, Duitsland en Nederland. Toch moest hij geleidelijk erkennen dat zijn nervositeit hem te veel belemmerde en vanaf het midden van de jaren dertig trok hij zich steeds meer terug van het concertpodium.
Eind jaren dertig trouwde hij met Sheila Taylor. Busch' ouders kochten een huis voor hun zoon en schoondochter in Hampstead, waar hij rustig kon werken. In 1939 verlieten William en Sheila Busch bij het uitbreken van de Tweede Wereldoorlog Londen. Zij vestigden zich in Woolacombe aan de noordkust van Devon. Hier werden hun zoon Nicholas en hun dochter Julia geboren. Vlak na de geboorte van die dochter liep Busch vanuit de kraamkliniek terug naar het huis in Woolacombe. Onderweg vatte hij kou en hij kwam ziek thuis. De ziekte bleek ernstiger dan gedacht, maar omdat door de oorlogsomstandigheden de telefoons niet werkten, kon men een arts niet tijdig te hulp roepen. Busch overleed waarschijnlijk aan de gevolgen van een hersenbloeding. Pas na enige dagen werd hij gevonden.

## Werk
William Busch heeft maar weinig geschreven. Zijn carrière als concertpianist liet hem aanvankelijk niet veel tijd voor componeren. In 1923 debuteerde hij met een Gigue voor piano en na enige korte stukken verscheen in 1927 zijn Theme, Variations and Fugue in f kl.t. voor piano. Pas na het beëindigen van zijn pianistische loopbaan, begon Busch meer te componeren. In 1937 werd zijn Ode to Autumn voor zangstem en strijkkwartet, op tekst van Keats goed ontvangen; in datzelfde jaar begon hij aan zijn Pianoconcert in f kl.t., dat hem van een grimmige kant liet zien. Andere werken volgden, onder meer een pianokwartet (1940), het Celloconcert (1940-41), waarin juist het pastorale element overheerst, de Nicholas Variations (1942), opgedragen aan zijn driejarig zoontje en de liederencyclus There have been happy days. Een vioolconcert bleef onvoltooid.

## Link
- William Busch, door Sinclair Logan op Musicweb

- Bibliothèque nationale de France: cb16324633h (data)
- Gemeinsame Normdatei: 1013440498
- International Standard Name Identifier: 0000 0001 2277 1146
- Library of Congress Control Number: n86870184
- MusicBrainz: 7a2355ee-e49a-42df-b0a5-88dbbc3a2467
- Nationale Bibliotheek van Israël: 987007410096805171
- Virtual International Authority File: 18725938
- WorldCat: E39PBJfGRV8yRPgvM6hfDhTmBP